# M'era Luna
M'era Luna är en festival för alternativ musik, som äger rum i Hildesheim i Tyskland den andra helgen i augusti. År 2000 hölls evenemanget för första gången.